# Підківка Роман Юрійович
Роман Юрійович Підківка (нар. 9 травня 1995, Львів, Україна) — український футболіст, воротар «Агробізнеса».

## Життєпис

### Клубна кар'єра
Вихованець львівської СДЮШОР «Карпат». 2012 року був включений до складу основної команди, проте перший сезон виступав виключно за молодіжну команду.
14 липня 2013 року у віці 18 років дебютував у Прем'єр-лізі в матчі з полтавською «Ворсклою», пропустивши два м'ячі (0-2).
27 серпня 2020 року ЗМІ повідомили, що гравець перейшов до складу одеського «Чорноморця».

### Виступи за збірні
У січні 2011 року викликався до складу юнацької збірної України (U-16) для участі у Кубку Егейського моря (Маніса, Туреччина), проте на поле жодного разу так і не вийшов.
Виступав у складі юнацької збірної України на юнацькому чемпіонаті Європи з футболу, який пройшов в Угорщині з 19 по 31 липня 2014 року.